# Cyro Martins
Cyro dos Santos Martins (Quaraí, Río Grande del Sur, 5 de agosto de 1908 - Porto Alegre, 15 de diciembre de 1995) fue un escritor y psicoanalista brasileño. Su obra literaria se caracteriza por la temática rural y fronteriza de Río Grande del Sur. Fomentó el estudio y la aplicación de la neurología, la psiquatría y el psicoanálisis en su estado natal.

## Biografía
Cyro dos Santos Martins nació en 1908 en Quaraí, ciudad gaúcha fronteriza con Uruguay. En 1917 inició sus estudios primarios y recibió clases de un profesor apellidado Caravaca, quien luego sería personaje en Rodeio y O professor. En 1920 ingresó al internado del Colegio Anchieta de Porto Alegre, episodio que aparece en su novela Um menino vai para o colégio.
A los quince años escribió sus primeros artículos y cuentos. En 1928 ingresó a la Facultad de Medicina de la Universidad Federal de Río Grande del Sur de Porto Alegre. Se recibió en 1934 y regresó a su ciudad natal para trabajar en áreas periféricas. Se casó con Suely de Souza al año siguiente.
Publicó su primer libro en 1934, Campo fora, catorce cuentos que se caracterizan por evocar las vivencias de la niñez y de la juventud en el campo y en la frontera.
En una conferencia en 1935 utilizó por primera vez su célebre expresión «gaúcho a pé», con la que luego se conocería su trilogía formada por las novelas Sem rumo, Porteira fechada y Estrada nova. La primera de ellas fue publicada en Río de Janeiro en 1937, en la editora Ariel, la segunda en 1944 y la tercera en 1954. Esta última fue considerada por la crítica literaria su mejor novela.
En 1937 se había trasladado a Río de Janeiro para estudiar neurología y al año siguiente ingresó como psiquiatra en el Hospital São Pedro de Porto Alegre. En 1939 fue uno de los fundadores de la Sociedad de Neurología, Psiquiatría y Medicina Legal, con sede en el mismo Hospital, y abrió un consultorio particular.
Contrajo matrimonio con Zaira Meneghello en 1949, con quien tuvo tres hijos, y se radicó en Buenos Aires en 1951, donde se formó como psicoanalista. Desarrolló su carrera literaria en paralelo con su profesión médico psicoanalítica. En 1957 fue designado presidente de la Sociedad de Neurología, Psiquiatría y Neurocirugía y comenzó a dictar clases en el Instituto de Psicoanálisis.
En 1986 fue elegido patrono de la Feria del Libro de Porto Alegre en su edición 32. En 1988 publicó la novela O professor, sobre la vida del poeta Alceu Wamosy, fallecido en la Revolución de 1923.
Varias de sus obras literarias y trabajos científicos fueron traducidos al español y al alemán, a partir de 1958. Publicó un libro de memorias en 1990, Para início de conversa, en colaboración con Abrão Slavutzky. Al año siguiente apareció Um sorriso para o destino, novela que sería su último trabajo de ficción. Luego publicó un conjunto de ensayos sobre psicoanálisis (Caminhos, 1993) y otro con análisis y reflexiones sobre de autores y otros artistas de su preferencia (Páginas soltas, 1994).
Falleció en Porto Alegre el 15 de diciembre de 1995. Su hija María Helena Martins creó en 1997 el Centro de Estudios de Literatura y Psicoanálisis Cyro Martins (CELPCYRO), con el propósito de preservar y difundir el acervo literario y científico de Cyro Martins.

## Obras

### Novelas
- Sem rumo - 1937 (*)
- Enquanto as águas correm - 1939
- Um menino vai para o colégio - 1942
- Porteira fechada - 1944 (*)
- Estrada nova - 1954 (*)
- Sombras na correnteza - 1979
- Gaúchos no obelisco - 1984
- Na curva do arco-íris - 1985
- O professor - 1988
- Um sorriso para o destino - 1991

(*) Los libros Sem rumo, Porteira fechada y Estrada nova componen la llamada Trilogía del gaúcho de a pie (en portugués: Trilogia do gaúcho a pé).

### Cuentos
- Campo fora - 1934
- A entrevista - 1968
- Rodeio - 1976
- A dama do saladeiro - 1980
- O príncipe da vila - 1982
- Você deve desistir, Osvaldo - 2000

### Ensayos
- Do mito à verdade científica (Estudos Psicanalíticos) - 1964
- Perspectivas da Relação Médico-Paciente - 1979
- Escritores gaúchos - 1981
- O mundo em que vivemos - 1983
- A mulher na sociedade atual - 1984
- Caminhos (ensaios psicanalíticos) - 1993
- Páginas soltas - 1994

### Memorias
- Para início de conversa - 1990 (con Abrão Slavutzky)

### Traducciones al español
- Campo fora - 2000 (edición bilingüe, traducción de Aldyr García Schlee, Instituto Estadual do Livro de Porto Alegre - Celpcyro)
- El príncipe de la villa - 2003 (Ediciones de la Banda Oriental)